# 桐山瑠衣
桐山 瑠衣（きりやま るい、1991年1月15日 - ）は、日本の女性タレント、グラビアアイドル、DJ。東京都出身。無所属（フリーランス）。

## 来歴
- 2007年
  - 高校2年生の時に上野でスカウトされたことをきっかけに芸能界入り[8]。
- 2008年
  - 「日テレ裏ジェニック（モバタレジェニック）」に選ばれる。
  - 『月刊グラビア・ザ・テレビジョン』の第1回Gテレガールグランプリ受賞[9]。
- 2010年
  - D1グランプリイメージガール「D Sign」に選ばれる[動画 1][10]。
- 2015年
  - 1月16日をもって所属事務所とのマネジメント契約を終了する事に伴い芸能活動を引退[11]。
- 2016年
  - 3月から無所属（フリーランス）で芸能活動を再開した[12]。
  - FLASH 7月5日号でグラビア復帰した。

- 2019年
  - 令和元年「令和の女王決定!グラビアアイドルDVDランキングBEST100」にて『インパクトJ』が1位に受賞。

- 2022年
  - DMM.com「年間グラビアDVDランキング」にて『ぶらり桃夢温泉』が3位に入賞[13]。

## 人物
- 趣味は車に関すること（特に日産・GT-Rがお気に入り）[14]、音楽鑑賞[15]、カラオケ[16]。マッサージ[17]。
- 特技は体が柔らかいこと、友達を作ること[16]。
- 各所インタビューで車好きをアピールしており、将来は車関係の仕事もしてみたいそうで『車好きといったら桐山瑠衣』といわれるようになりたいという[18]。自分の部屋は模型自動車でいっぱいだという。このことからカードルを自称している[19]。
- D1グランプリが好きであることを公言しており[20]、好きな漫画は『頭文字D』『湾岸ミッドナイト』[8][21]。
- ブログでは酒ネタが多いので、ファンの間では酒豪というイメージがついている。2013年4月に行った撮影会ではファンからのプレゼントの8割がお酒、残りの2割がつまみ系のお菓子や食べ物だった。また、2013年6月のブログで「酒豪と思われがちですが、週に1回飲むか飲まないかのペースですｗ」とも書いている[22]。
- 2014年3月にFacebook、8月にTwitter（現・X）を開始した。2016年3月からInstagramを始めた。
- その胸の大きさから「国宝級の爆乳」と呼ばれている[23][注 1]。

## 出演

### テレビ番組

#### 情報・バラエティ
- グラビアの美少女#422（2008年、MONDO21）
- モバタレGREAT（2008年、日本テレビ）
- Sabra☆GyaO「アイドル銭湯」（2008年、GyaO）
- 全力坂（2008年8月、テレビ朝日）
- カード学園（2009年、TBS）
- 『ぷっ』すま（2010年8月3日、テレビ朝日）
- ゴッドタン 〜The God Tongue 神の舌〜（2010年8月11日、テレビ東京）
- 私生活むきだしバラエティ「キリウリ$アイドル」（2014年4月9日、TOKYO MX）

#### ドラマ
- ドラマ24 撮らないで下さい!!グラビアアイドル裏物語（2012年、テレビ東京） - キリヤマルイ 役[動画 2]
- ドラマ24 玉川区役所 OF THE DEAD（2014年、テレビ東京） - スイカップゾンビ 役[24]

### 映画
- 天然華汁さやか（2009年）- 鼓さやか 役
- 新天然華汁さやか（2010年、宇田川大吾監督） - 鼓さやか 役
- TURNING POINT（2022年4月9日 - 10日、エンタメイティブ株式会社） - 藤浪麻衣 役
- 宇宙人の画家（2022年7月2日公開、ブライトホース・フィルム）[25]

### 舞台
- 合同会社AIP『トリップ・オン・アンダーグラウンド[26]』「居酒屋タイムスリップ」（2022年4月6日 - 10日、池袋・シアターKASSAI） - やくざの情婦 役

## 作品

### 写真集
- バニラ色の瑠衣（2008年10月23日、アクアハウス、撮影：河野英喜）ISBN 978-4-86046-117-1
- Lapis Dress（2020年1月15日、双葉社、撮影：冨貴塚宏樹）ISBN 978-4575315233

### イメージDVD
※太字タイトルはBD版同時発売
- ピュア・スマイル（2008年4月25日、竹書房）[27]
- ピーチ！コレクション（2008年7月25日、イーネット・フロンティア）[28]
- バニラ色の瑠衣（2008年10月24日、アクアハウス）
- 七色戦士 瑠衣の大冒険（2009年3月25日、GPミュージアム）
- ジューシーH（2009年6月20日、ラインコミュニケーションズ）[29]
- るいルージュ（2009年9月18日、イーネット・フロンティア）[30]
- メルティH（2009年12月15日、ラインコミュニケーションズ）[31]
- 若妻瑠衣の放課後（2010年3月27日、晋遊舎）
- ワンダーH（2010年6月20日、ラインコミュニケーションズ）[32]
- ミラクルH（2010年9月24日、エスデジタル）[33]
- ぷるるんH（2011年1月20日、ラインコミュニケーションズ）[34]
- はつ恋H（2011年1月20日、ラインコミュニケーションズ）[35]
- すっごいH（2011年4月27日、学研パブリッシング）
- Special DVD-BOX（2011年5月20日、ラインコミュニケーションズ）[36]
- Hに胸キュン（2011年7月22日、イーネット・フロンティア）[37]
- Hなだんりょく（2011年10月19日、トリコ）
- ボクのH（2012年1月20日、ラインコミュニケーションズ）[38]
- ラストH（2012年04月20日、トリコ）
- Iのはじまり（2012年7月20日、ラインコミュニケーションズ）[39]
- るいコレ～Super Extra（2012年7月20日、ラインコミュニケーションズ）[40]
- Limit 〜君と出会ってから〜（2012年10月19日、イーネット・フロンティア）[41]
- みんなだぁいすき（2013年1月25日、竹書房）[42]
- I 溢れて（2013年4月20日、ラインコミュニケーションズ）[43][44]
- I 楽園（2013年5月20日、ラインコミュニケーションズ）[45][46]
- るいるい♪（2013年12月25日、エアーコントロール）[47]
- やわふさ（2014年7月24日、ギルド）[48]
- オトナるい（2016年10月21日、竹書房）[49]
- るいたわわ（2017年2月20日、ラインコミュニケーションズ）[50][51]
- もっとオトナるい（2017年5月19日、竹書房）[52]
- るい、あなたの妻になれる？（2017年8月23日、イーネット・フロンティア）[53][54]
- 艶るい～En-Rui（2017年11月20日、ラインコミュニケーションズ）[55][56]
- 最近の瑠衣さん（2018年2月28日、エスデジタル）[57][58]
- 凄るい ～いたずらなJカップ～（2018年5月20日、ラインコミュニケーションズ）[59][60]
- ゆれつづける（2018年8月24日、竹書房）[61]
- ボクの同級生（2018年11月25日、エアーコントロール）[62]
- インパクト J（2019年2月20日、ラインコミュニケーションズ）[63][64]
- kawaii ポチ（2019年6月28日、エスデジタル）[65][66]
- グラマラスJ（2019年10月20日、ラインコミュニケーションズ）[67][68][動画 3]
- るいいろ（2020年2月27日、双葉社）[69]
- ライジングJ（2020年6月20日、ラインコミュニケーションズ）[70][71]
- 二人っきりの南国生活（2020年9月25日、竹書房）[72]
- ダイナマイトK（2021年1月20日、ラインコミュニケーションズ）[73][74]
- 艶恋 いちゃラブ温泉旅行（2021年4月25日、エアーコントロール）[75]
- Presented by K（2021年8月20日、ラインコミュニケーションズ）[76][77]
- 瑠衣のいる島（2022年1月21日、竹書房）[78]
- TOP OF K（2022年4月26日、エアーコントロール）[79]
- インモラルK（2022年7月20日、ラインコミュニケーションズ）[80][81]
- ぶらり桃夢温泉（2022年11月24日、イーネット・フロンティア）[82]
- 恋旅 KOITABI 瑠衣のリゾートバイト恋物語（2023年2月28日、エアーコントロール）[83]
- 50th Jewel（2023年5月20日、ラインコミュニケーションズ）[84][85]
- ちょっと愛して、ずっと恋して（2023年8月30日、スパイスビジュアル）[86]
- Koppunka -コップンカー-（2023年11月28日、エアーコントロール）[87]
- いちゃらぶK 〜声をひそめて…〜（2024年2月20日、ラインコミュニケーションズ）[88][89]
- 瑠衣にのぼせて（2024年5月20日、ラインコミュニケーションズ）[90][91]
- Femme fatale K-ファムファタール-（2024年8月27日、エアーコントロール）[92]
- 心、揺れて（2024年11月27日、スパイスビジュアル）[93]
- レジェンド オブ K 〜旅立ちの爆乳〜（2025年2月10日、ラインコミュニケーションズ）[94]
- ファンタジックK 〜癒しの爆乳〜（2025年5月10日、ラインコミュニケーションズ）[95]
- ルミナスK 〜未来を照らす奇跡の爆乳〜（2025年9月10日、ラインコミュニケーションズ）[96]

### VR
- VR女子寮物語 〜桐山瑠衣〜（2017年7月28日、エスデジタル）
- apartment Days! 桐山瑠衣 トライアル版（2017年8月4日、ファンタスティカ）
- apartment Days! 桐山瑠衣 act1（2017年8月11日、ファンタスティカ）
- apartment Days! 桐山瑠衣 act2（2017年8月25日、ファンタスティカ）